# Marisha Pesslová
Marisha Pesslová (* 26. října 1977) je americká spisovatelka známá zejména díky svému debutovému románu Vybrané okruhy z mechaniky pohrom.
Marisha Pesslová se narodila ve městě Clarkston, stát Michigan, otci Klausovi, rakouskému inženýrovi u General Motors, a matce Anne, ženě v domácnosti.Rodiče Marishy Pesslové se rozvedli v době, kdy jí byly tři roky, poté se odstěhovala do Ashevillu, stát Severní Karolína se svojí matkou a sestrou. Dostalo se jí intelektuálně stimulující výchovy, když byla matkou zapsána na lekce jízdy na koni, malování, jazzu a francouzského jazyka. Marisha Pesslová začala navštěvovat střední školu Asheville School, soukromou internátní školu, ale absolvovala na Asheville High School v roce 1995. Poté studovala dva roky na Northwestern University, než přestoupila na Barnard College, kde absolvovala v oboru anglické literatury.
Po ukončení studií pracovala jako finanční konzultantka u PricewaterhouseCoopers, zatímco se ve volném čase věnovala tvůrčímu psaní. Po dvou nezdařených pokusech napsat román, začala Marisha Pesslová v roce 2001 psát svůj třetí román o vztahu mezi dcerou a jejím výrazným, charismatickým otcem. Tento román dokončila v roce 2004 a pojmenovala ho Vybrané okruhy z mechaniky pohrom. Publikován byl v roce 2006 a byl téměř univerzálně kladně přijmut literární kritikou, přičemž se stal bestsellerem podle seznamu New York Times Best Seller list a byl přeložen do třiceti dalších jazyků.
Druhý román Marishy Pesslové, Night Film, psychologický literární thriller o newyorském filmaři uvažujícím o sebevraždě, bude vydán nakladatelstvím Random House na podzim roku 2010.
Marisha Pesslová se v roce 2003 provdala za Nika Caiana, manažera hedge fondu, a žila s ním v New Yorku. V srpnu 2009 požádala o rozvod.

## Dílo

### Romány
- Special Topics in Calamity Physics - Vybrané okruhy z mechaniky pohrom (česky Argo, 2008)
- Night Film (připravován k vydání v USA v roce 2010)